# Districte de Prievidza
El districte de Prievidza - (eslovac) Okres Prievidza - és un dels 79 districtes d'Eslovàquia. Es troba a la regió de Trenčín. Té una superfície de 959,77 km², i el 2013 tenia 137.050 habitants. La capital és Prievidza.

## Demografia
| Godina             | 1994    | 2004    | 2014    | 2024    |
| ------------------ | ------- | ------- | ------- | ------- |
| Nombre de persones | 141.005 | 139.502 | 136.554 | 127.650 |
| Diferència         |         | −1,06%  | −2,11%  | −6,52%  |

| Godina             | 2023    | 2024    |
| ------------------ | ------- | ------- |
| Nombre de persones | 128.613 | 127.650 |
| Diferència         |         | −0,74%  |

## Llista de municipis

### Ciutats
- Prievidza
- Bojnice
- Handlová
- Nováky

### Pobles
Bystričany | Cigeľ | Čavoj | Čereňany | Diviacka Nová Ves | Diviaky nad Nitricou | Dlžín | Dolné Vestenice | Horná Ves | Horné Vestenice | Chrenovec-Brusno | Chvojnica | Jalovec | Kamenec pod Vtáčnikom | Kanianka | Kľačno | Kocurany | Kostolná Ves | Koš | Lazany | Lehota pod Vtáčnikom | Liešťany | Lipník | Malá Čausa | Malinová | Nedožery-Brezany | Nevidzany | Nitrianske Pravno | Nitrianske Rudno | Nitrianske Sučany | Nitrica | Opatovce nad Nitrou | Oslany | Podhradie | Poluvsie | Poruba | Pravenec | Radobica | Ráztočno | Rudnianska Lehota | Sebedražie | Seč | Šútovce | Temeš | Tužina | Valaská Belá | Veľká Čausa | Zemianske Kostoľany
1. 1 2  «Počet obyvateľov podľa pohlavia - obce (ročne) [om7102rr_obce=AREAS_SK]».   Statistical Office of the Slovak Republic, 31-03-2025. [Consulta: 31 març 2025].